# 649 v. Chr.
Portal Geschichte | Portal Biografien | Aktuelle Ereignisse | Jahreskalender | Tagesartikel

◄ |
8. Jahrhundert v. Chr. |
7. Jahrhundert v. Chr. |
6. Jahrhundert v. Chr. |
►

◄ | 660er v. Chr. | 650er v. Chr. | 640er v. Chr. | 630er v. Chr. |
620er v. Chr. |
►

◄◄ | ◄ | 652 v. Chr. | 651 v. Chr. | 650 v. Chr. | 649 v. Chr. |
648 v. Chr. |
647 v. Chr. |
646 v. Chr. |
► |
►►

## Ereignisse

### Wissenschaft und Technik
- 19. Regierungsjahr des babylonischen Königs Šamaš-šuma-ukin (649 bis 648 v. Chr.):
  - Im babylonischen Kalender fiel das babylonische Neujahr des 1. Nisannu auf den 12.–13. März[1]; der Vollmond im Nisannu auf den 25.–26. März[1] und der 1. Tašritu auf den 4.–5. Oktober[1].[2]
  - Der am 5. September[1] beginnende Schaltmonat Ululu II wird ausgerufen.